# Roodkeelsluiptimalia
De roodkeelsluiptimalia (Spelaeornis caudatus) is een zangvogel uit de familie Timaliidae (timalia's).

## Verspreiding en leefgebied
Deze soort komt voor van oostelijk Nepal tot noordoostelijk India.

## Status
De grootte van de populatie is niet gekwantificeerd maar de soort wordt omschreven als zeldzaam in Nepal en plaatselijk algemeen in Bhutan en India. Op de Rode lijst van de IUCN heeft deze soort de status gevoelig.